# Elaphria marmorata
Elaphria marmorata är en fjärilsart som beskrevs av William Schaus 1894. Elaphria marmorata ingår i släktet Elaphria och familjen nattflyn. Inga underarter finns listade i Catalogue of Life.